# Variable d'instance
En programmation orientée objet, une variable d'instance est une variable contenant l'état d'un objet, aussi appelée attribut.
Une variable d’instance précise l'état d'un objet auquel elle se réfère. Deux objets différents, même appartenant à la même classe, peuvent avoir des valeurs différentes dans leurs variables d’instance respectives. De l’extérieur de l’objet, les variables d’instance ne peuvent être ni altérées ni même vues (autrement dit les variables d’instance ne sont jamais publiques), sauf par des méthodes explicitement fournies par le programmeur. Comme les variables globales, les variables d’instance ont la valeur « null » jusqu’à ce qu’elles soient initialisées.
En règle générale les variables d’instance n’ont pas à être déclarées. Cela donne une structure d’objets extrêmement souple. En fait, chaque variable d’instance est dynamiquement ajoutée à l’objet au moment de sa première invocation.
Elle s'oppose à la variable de classe, appelée aussi variable statique.